# Джон Елкан
Джон Филип Якоб Елкан (на италиански: John Philip Jacob Elkann) е италиански предприемач и мениджър.
Определен от дядо му Джани Анели за негов наследник, той е главен изпълнителен директор на Exor N.V. – инвестиционна компания с променлив капитал, контролирана от семейство Анели, която също има сред инвестициите си Ферари, CNH Industrial, Ивеко Груп, ФК „Ювентус“, Лубутен и Икономист Груп.
Той е президент на Стелантис, Ферари, Ферари N.V. и Фондация „Джовани Анели“, и е член на борда на директорите на Мета.

## Биография

### Детство и образование
Джон Филип Якоб Елкан е роден в Ню Йорк на 1 април 1976 г. като първото от трите деца на Маргерита Анели и на нейния първи съпруг Ален Елкан, американски журналист и писател от френско-италианско еврейско семейство. Родителите му се развеждат през 1981 г. и се женят за други. Бабата и дядото на Елкан по майчина линия са Джани Анели, президент на Фиат, и аристократката Марела Карачоло ди Кастането. Чичо на баща му е еврейският банкер и член на Националната фашистка партия Еторе Оваца. Има брат Лапо и сестра Джиневра, и пет други полубратя и сестри, родени от втория брак на майка му със Серж дьо Пален: Мария (род.1983 г.), Пиер (род. 1986 г.), близначките Софи и Ан (род. 1988 г.) и Татяна (род. през 1990 г.).
Учи в основно училище в Обединеното кралство и Бразилия, преди семейството му да се премести в Париж, където получава дипломата си за средно образование в държавния лицей „Виктор Дюри“ през 1994 г., където учи и брат му Лапо. Същата година се мести в Торино, където завършва управленческо инженерство в Политехническия университет през 2000 г. с дипломна работа за онлайн търгове, подготвена по време на работа в CIG (Група за корпоративни инициативи) на Дженерал Илектрик (1999 г.). Сред хората, които повлияват на образователния му път и кариерата му, подкрепяйки го в работния му път от ранна възраст, той цитира Джанлуиджи Габети, Серджо Маркионе, Уорън Бъфет и семейство Валенберг. Благодарение на престоя си в различни страни той говори свободно четири езика: италиански, английски, френски и португалски.

### Кариера
По време на университетските си години Елкан придобива трудов стаж в множество компании чрез различни стажове: монтаж на фарове във фабрика на Магнети Марели в Бирмингам, Англия (1996), поточна линия на Фиат Панда в Тихи, Полша (1997), автокъща в Лил, Франция (1998), както и в Дженерал Илектрик.
През 1997 г. е избран от дядо си Джани Анели за негов наследник след смъртта на Джовани Алберто Анели, син на Умберто Анели и племенник на Джани, който почива едва на 33 години, докато се подготвя да наследи чичо си начело на Фиат Груп. Джон Елкан влиза в борда на директорите на Фиат на 21-годишна възраст – същата възраст, на която влиза и неговият дядо Джовани Анели навремето, и на командитното дружество „Джовани Анели и C.“, сега Giovanni Agnelli B.V.
След като завършва управленско инженерство в Политехническия университет в Торино с оценка 95/110, през 2001 г. Елкан се присъединява към Дженерал Илектрик като член на Корпоративния одитен персонал с роли в Азия, Съединените щати и Европа. През 2003 г. се присъединява към IFIL (сега Exor NV) и работи по плана за рестартиране на Фиат Груп, на който става вицепрезидент през 2004 г. (той е директор на холдинга Фиат Spa от декември 1997 г.), след смъртта на дядо му Джани Анели през 2003 г. и на неговия чичо Умберто Анели през 2004 г.
През май 2004 г. изиграва ключова роля в назначаването на Серджо Маркионе за главен изпълнителен директор на Фиат.
През май 2008 г., с единодушно решение на акционерите и Борда на директорите, е избран за президент на IFIL, която след сливането с IFI е преименувана на Exor на 1 март 2009 г. На 21 април 2010 г. е назначен за председател на Фиат Груп. На 28 април той назначава своя братовчед Андреа Анели за президент на ФК „Ювентус“. На 14 май 2010 г. е назначен за президент на дружеството с ограничена отговорност „Джовани Анели и C.“ От 1 януари 2011 г. до 12 октомври 2014 г. е президент на Фиат SpA – компания, създадена след деконсолидацията на Фиат Индъстриал и по-късно превърната във Фиат Крайслер Отомобайлс след сливането с групата Крайслер. На 11 февруари 2011 г. поема и позицията главен изпълнителен директор на Exor.
Той е президент на Ferrari N.V.
Той също така е активен член на няколко организации с нестопанска цел и мозъчни тръстове, участващи в глобален геополитически дебат, и е попечител на Музея за модерно изкуство (MoMA). Той е част от председателския комитет на Конфиндустрия (обединението на италианските индустриалци), като подава оставка след излизането на Фиат от групата в интерес на автономията и независимостта на асоциацията. През април 2018 г. поема ръководството на Фондация „Джовани Анели“ и е сред основателите на бизнес школата Collège des Ingénieurs Italia.

През 2013 г. сп. „Форчън“ го класира на 4-то място в списъка си на най-влиятелните мениджъри под 40 години в света.
През февруари 2014 г. Диего Дела Вале отправя силна критика срещу него и семейството му в отговор на някои идеи, изразени от Елкан.
На 21 юли 2018 г. заменя Серджо Маркионе, засегнат от сериозни здравословни проблеми, като президент на Ферари. Маркионе почива на 25 юли 2018 г. За тяхното сътрудничество Бианка Карето, старша журналистка във в. „Кориере дела Сера“, дава интервю за телевизия La7 през 2024 г., в което цитира уверенията на Маркионе и обяснява как според нея отношенията между двамата са се влошили през годините.
През март 2020 г., в разгара на пандемията от COVID-19, главният изпълнителен директор на Фиат Груп Майк Манли обявява решението на Джон Елкан и на Борда на директорите да се откаже от заплатата от април до декември 2020 г.
Между декември 2020 г. и септември 2021 г., след оставката на Луис Камилери, той заема поста на  главен изпълнителен директор на Ферари до назначаването на Бенедето Виня.
На 2 юни 2021 г. е удостоен със званието „Кавалер на труда“ от президента на Италия Серджо Матарела в сектора на автомобилната индустрия.
На 15 май 2023 г. обявява като основател стартирането на Лингото – компания за управление на инвестиции, базирана в Лондон, изцяло притежавана от Exor.
От януари 2025 г. се присъединява към борда на директорите на Мета.

## Личен живот

### Обща информация и брак
Носи прякора „Джаки” или „Яки” ( “Jaki”, “Yaki”). 
На 4 септември 2004 г. в параклиса на Изола Мадре на езерото Маджоре се жени за Лавиния Ида Боромео Арезе Таверна, родена на 19 март 1977 г. в Милано. На 27 август 2006 г. става баща на Леоне Мозе, на 11 ноември 2007 г. на Очеано Ноа, а на 23 януари 2012 г. – на Вита Талита. И трите деца са родени в държавната болница „Сант'Анна“ в Торино, с която сем. Елкан също е свързано чрез благотворителни дейности.
През 2012 г. присъства на срещата на Билдърбъргската група в Шантили, Вирджиния, САЩ, и е член на нейния борда на директорите до 2020 г. (единственият италианец заедно с журналистката Лили Грубер).
Според сп. „Форбс“ към 6 април 2022 г., с приблизително нетно състояние от 2,1 млрд. долара, той е 1580-ият най-богат човек в света, както и 26-ият най-богат в Италия.

### Спорт
През май 2012 г. участва заедно със съпругата си Лавиния в 30-ата историческа възстановка на Миле Миля – редовно състезание за исторически автомобили, което се провежда по обществени пътища от Бреша до Рим и обратно. Техният Фиат 8V се появява в общата класация под номер 147. Двамата участват в изданието през 2021 г. на същото събитие на борда на Алфа Ромео 1900 C Super Sprint, завършвайки 181-ви в общото класиране.
Страстен ветроходец, през март 2012 г. Джон Елкан участва като собственик в прехода Маями-Ню Йорк на еднокорпусното Мазерати на екипа на Джовани Солдини, с цел да измине 947 мили и да постави нов рекорд в категорията на еднокорпусните. Това пресичане е последвано през 2013 г. от участие в състезанието Transpac от Лос Анджелис до Хонолулу, където те се класират втори, и в Cape2Rio от Кейптаун до Рио де Жанейро, като спечелват и поставят нов рекорд за скорост за състезанието; и в двете състезания той е винаги ангажиран като член на екипажа. През януари 2015 г. е обявено, че Джон Елкан ще се върне на лодката с Джовани Солдини, за да се справи с Rorc Caribbean 600 Race с Мазерати – регата, която се провежда в Карибите от февруари. По този повод Джовани Солдини заявява, че нов опит за рекорда на Сан Франциско-Шанхай е планиран за май, отново с Мазерати. Отборът обаче е принуден да се оттегли поради сериозна повреда в хидравличната система.

През май 2016 г. участва в стотното издание на автомобилното състезание „Тарга Флорио“ в Палермо.
През май 2019 г. участва в 28-ото издание на футболното благотворително събитие „Партита дел куоре“ за набиране на средства за Фондация „Пиемонт“ за изследване на рака и Фондация „Телетон“.
През януари 2020 г. отново взема участие в Cape2Rio, сега в шестнадесетото му издание, покривайки маршрута от Кейптаун до Рио на борда на еднокорпусния VOR70 Maserati на Джовани Солдини. През октомври 2020 г., отново заедно със Солдини, печели първо място в 41-вото издание на Rolex Middle Sea Race на борда на тримарана Мазерати Мулти 70.
На 21 август 2021 г. стартира 89-ото издание на 24-те часа на Льо Ман, което вижда участието на новия LMH – клас, в който FФерари влиза от 2023 г., печелейки състезанието две поредни години.

### Иновации и технологии
От 2009 г. е редовен участник в Конференцията за медии и технологии, провеждана всяка година през юли от Allen & Co. в Сън Вали, Айдахо.
Google Camp е инициатива, която всяка година събира предприемачи, инвеститори, представители на институции и поп звезди в Шака, Агридженто и други градове в Сицилия.
През юни 2017 г. като редактор на в. „Стампа“ е организатор и участник на срещата „Бъдещето на вестниците“. По случай 150-годишнината от основаването на националния вестник събитието събира в Торино влиятелни личности от света на информацията като Джеф Безос (Вашингтон Поуст), Лайънъл Барбър (Файнейшъл Таймс), Цунео Кита (Никей), Джесика Лесин (Информейшън), Гари Лиу (изд. „Саут Чайна Морнинг Поуст“), Джон Микълтуейт (Блумбърг Нюз), Зани Минтън Бедо es (Икономист), Марк Томпсън (Ню Йорк Таймс), Робърт Томсън ( NewsCorp) и др.
През февруари 2018 г. е гост в подкаст поредицата Master of Scale, курирана от Рийд Хофман (съосновател на LinkedIn). По време на интервюто, което се фокусира върху темата за необходимостта компаниите да се адаптират през десетилетията, той описва условията, които позволяват на една компания да съществува през вековете (чрез метафората на феникса), и по-специално случая с Фиат, от кризата през 2004 г. до създаването на групата Фиат Крайслер Отомобайлс.
През февруари 2021 г. участва в подкаста „Italian Tech Speak“, описвайки връзката си с технологиите и иновациите.
През юли 2020 г. заедно с висшето ръководство на Фиат Крайслер Отомобайлс прави предварителен преглед на новия електрически модел Фиат 500 пред президента на републиката Серджо Матарела и министър-председателя Джузепе Конте.
Като президент на Gedi Group подкрепя раждането през септември 2021 г. на Италиан тех Уик – италианско събитие, посветено на иновациите, където през годините Елкан води  диалог с влиятелни личности в света на технологиите като Илон Мъск, основателят на Страйп Патрик Колисън или главният изпълнителен директор на Airbnb Брайън Чески.

### Образование
През юни 2018 г. Питър Тийл, Райд Хофман, Ксавие Нийл и други водещи предприемачи от технологичния свят се съберат в Торино за SEI Torino Forum, събитието за стартиране на новата школа по предприемачество и иновации в Торино – инициатива, подкрепена от Фондация „Джовани Анели“, за да помогне студенти да стартират нови компании.
През април 2019 г., заедно с генералния директор на CERN в Женева Фабиола Джаноти и италианския архитект Ренцо Пиано, Елкан участва в медийно събитие за разкриването на Сайънс Гейтуей – нов център за научно образование и популяризиране на CERN, който има за цел да споделя безплатно знания и технологии с обществото. На 21 юни 2021 г. той отпразнува още една стъпка напред с полагането на първия камък и след това присъства на официалното откриване през октомври 2023 г., където припомня Серджо Маркионе, на когото е посветена аудиторията на сградата. Проектът е финансиран чрез външни дарения, като Стелантис, чрез Фондация „FCA“, е най-големият поддръжник.
През септември 2019 г. председателства тържественото откриване на средните училища „Ферми“ и „Пасколи“, родени от „Torino fa scuola“: проект на Фондация „Джовани Анели“ и Компания ди Сан Паоло за създаването на две сгради, в които да се експериментира с дидактиката на бъдещето.
От юли 2020 г. подкрепя стартирането и разширяването на Арчипелаго Едукативо: проект, роден от сътрудничеството между Сейв дъ Чилдрън, Фонданция „Джовани Анели“ и EXOR за борба с отпадането от училище и трудностите в ученето, подчертани от блокирането поради пандемията COVID-19.

## Длъжности
Дружества
- EXOR NV: главен изпълнителен директор
- Стлантис NV: президент (временен изпълнителен директор )
- Ferrari NV: президент
- Ферари SpA: президент[62]
- Мета: член на борда на директорите

Фондации
- Фондация „Джовани Аниели“: президент
- Музей на модерното изкуство в Ню Йорк: попечител
- Пинакотека „Анели“ (Торино): член на борда на директорите